# Mamestra albimacula
Mamestra albimacula är en fjärilsart som beskrevs av Barend J. Lempke 1964. Mamestra albimacula ingår i släktet Mamestra och familjen nattflyn. Inga underarter finns listade i Catalogue of Life.